# Villa O'Higgins (Aysén)
Villa O'Higgins és un petit poble amb 600 habitants, ubicat a la Región de Aysén, al sud de Xile, a la desembocadura del riu Mayer al Llac O’Higgins, a la frontera amb Argentina. Es troba a 265 m d'altitud.
Marca la fi de la Carretera Austral xilena, a una distància de 1240 km de Puerto Montt, 2034 km de Santiago de Xile, 575 km de Coyhaique i 220 km de Cochrane, sempre en direcció sud.
L'economia local està basada en la ramaderia, la silvicultura i, més recentment, el turisme.

## Història
El primer registre d'exploracions en aquesta zona és de l'any 1877 i correspon al descobriment del llac San Martín-O'Higgins per part de Francisco Pascasio Moreno. El 1902 un àrbitre britànic va dividir el llac entre Xile i Argentina a parts iguals.
Els primers assentaments de la zona daten de 1914 a 1918
El 1965, un incident que va costar la vida al tinent de carrabiners, Hernán Mer al sector de Laguna del Desierto, va fer que l'estat xilè decidís reforçar la sobirania d'aquesta zona i es va construir un aeroport a finals de 1966. El 20 de setembre de 1966 es va fundar Villa O'Higgins nom que recorda al patriota xilè Bernardo O'Higgins. L'any 1992 s'inicià la 
construcció de la Carretera Austral des de Puerto Yungay fins a la Villa. Es va inaugurar el 1999.